# تالمات
تالمات یک منطقهٔ مسکونی در الجزایر است که در ناحیه ثنیه واقع شده‌است. تالمات ۴ کیلومتر مربع مساحت دارد ۵۳۰ متر بالاتر از سطح دریا واقع شده‌است.